# Oswaldo Guayasamín
Oswaldo Aparicio Guayasamín Calero (Quito, 6 luglio 1919 – Baltimora, 10 marzo 1999) è stato un pittore ecuadoriano.

## Biografia
Oswaldo Guayasamín nacque a Quito il 6 luglio 1919. Figlio di padre indigeno (di ascendenza quechua), e di madre meticcia. Suo padre lavorava come falegname e, più tardi, come taxista e camionista. La famiglia viveva in miseria. Oswaldo fu il primo di dieci figli.
La sua attitudine per l'arte si rivela in tenera età. Prima degli otto anni, fa caricature dei maestri e dei compagni di scuola. Ogni settimana prepara la pubblicità del negozio di sua madre. Vende anche alcuni quadri fatti sopra pezzi di tela e di cartone, con paesaggi e ritratti di stelle del cinema, in Piazza della Indipendenza.
Nonostante l'opposizione del padre, entra alla Scuola di Belle Arti a Quito. È l'epoca della "guerra dei quattro giorni", una sollevazione civico militare del valoroso popolo ecuadoriano contro il governo di Arroyo del Rio. Durante una manifestazione, muore il suo grande amico Manjarrés. Questo avvenimento, che più tardi ispirerà la sua opera "Los niños muertos" (I bambini morti), segna la sua visione della gente e della società. Continua i suoi studi alla Scuola e nel 1941 consegue il diploma di pittore e scultore, dopo avere seguito anche studi di architettura.
Nel 1942 espone per la prima volta all'età di 23 anni in una sala privata di Quito e provoca uno scandalo. La critica considera questa esposizione un affronto all'esposizione ufficiale della Scuola di Belle Arti. Nelson Rockfeller, impressionato, compra vari quadri ed aiuterà Guayasamín in futuro.
Tra il 1942 ed il 1943 si ferma sei mesi negli USA. Con il denaro guadagnato, va in Messico, dove conosce il maestro Orozco, che lo accetta come assistente.
Allaccia amicizia anche con Pablo Neruda e, un anno dopo, viaggia in diversi paesi dell'America Latina, fra i quali Perù, Brasile, Cile, Argentina ed Uruguay, trovando in tutti una civiltà indigena oppressa, un tema, questo, che, da allora, apparirà sempre nelle sue opere.
Nelle sue pitture figurative posteriori tratta temi sociali, sempre semplificando le forme. Ottenne in gioventù tutti i Premi Nazionali e fu vincitore, nel 1952, a 33 anni, del Gran Premio della Biennale di Spagna e, più tardi, del Gran Premio della [Biennale di San Paolo].
Viene eletto Presidente della Casa della Cultura Ecuadoriana nel 1971.
Le sue opere sono state esposte nelle maggiori gallerie del mondo: Venezuela, Francia, Messico, Cuba, Italia, Spagna, USA, Brasile, Colombia, Unione Sovietica, Cina, fra gli altri.
Nel 1976 crea la Fondazione Guayasamín, a Quito, alla quale dona la sua opera e le sue collezioni di arte, dato che concepisce l'arte come un patrimonio dei popoli.
Nel 1978 è nominato membro della Reale Accademia di Belle Arti di San Fernando, in Spagna, e, un anno dopo, membro d'onore dell'Accademia delle Arti di Italia.
Nel 1982 si inaugura nell'aeroporto di Barajas un murale di 120 metri dipinto da Guayasamín. Questo grande murale, elaborato con acrilici e polvere di marmo, è diviso in due parti: una dedicata alla Spagna e l'altra all'America Latina.
Le sue ultime esposizioni le inaugurò personalmente nel Museo del Palazzo del Lussemburgo, a Parigi e nel Museo Palazzo del Ghiaccio a Buenos Aires, nel 1995.
Espose in musei di tutte le capitali americane, e di molti paesi europei, come San Pietroburgo (Hermitage), Mosca, Praga, Roma, Madrid, Barcellona e Varsavia.
Realizzò circa 180 esposizioni individuali e la sua produzione fu molto fruttifera come pitture da cavalletto, murali, sculture e monumenti. Vi sono suoi murali a Quito (Palazzi del Governo e Legislativo, Università Centrale, Consiglio Provinciale); Madrid (Aeroporto di Barajas); Parigi (Sede dell'UNESCO); San Paolo (Parlamento Latinoamericano nel Memorial dell'America Latina). Fra i monumenti sono famosi "Alla giovane patria" (Guayaquil, Ecuador); "Alla Resistenza" (Rumiñahui) a Quito.
La sua opera umanistica, segnalata come espressionistica, riflette il dolore e la miseria che sopporta la maggior parte dell'umanità e denuncia la violenza che ha dovuto vivere l'uomo in questo mostruoso XX secolo segnato dalle guerre mondiali, le guerre civili, i genocidi, i campi di concentramento, le dittature, le torture.
Guayasamín fu amico personale di importanti personaggi del mondo, e ne ha ritratto alcuni, come Fidel Castro e Raúl Castro, Francois e Danielle Mitterrand, Gabriel García Márquez, Rigoberta Menchú, il re Juan Carlos di Spagna, la principessa Carolina di Monaco, fra gli altri.
Ricevette vari premi ufficiali e lauree Honoris Causa di università americane ed europee. Nel 1992 ha ricevuto il premio Eugenio Espejo, massimo riconoscimento culturale assegnato dal governo dell'Ecuador.
A partire dal 1996 ha iniziato a Quito la sua opera più importante, lo spazio architettonico chiamato "La Capilla del Hombre" (La Cappella dell'Uomo), alla quale ha dedicato ogni sua fatica. Morì il 10 marzo 1999 a Baltimora (Stati Uniti), senza avere terminato questo progetto.

## Riassunto della sua opera pittorica
Huacayñan:: È la prima grande serie pittorica o primo periodo. È una parola quechua che significa "Il Cammino del Pianto". È una serie di 103 quadri dipinti dopo avere percorso per due anni tutta l'America Latina.
L'Epoca della Rabbia: Questa è la seconda grande serie pittorica o secondo periodo. Il tema fondamentale di questa serie sono le guerre e la violenza, ciò che fa l'uomo contro l'uomo.
Mentre vivo sempre ti ricordo: è la terza grande serie o terzo periodo, conosciuta anche come "L'Età della Tenerezza"; è una serie che Guayasamín dedica a sua madre ed alle madri del mondo; in questi quadri possiamo apprezzare colori più vivi che riflettono l'amore e la tenerezza fra madri e figli, e l'innocenza dei bambini.